# Subarctische stroom
De Subarctische stroom is een zeestroom in het noordoosten van de Grote Oceaan. De zeestroom ligt ten zuiden van de Amerikaanse staat Alaska en stroomt richting het oosten.
De zeestroom is het vervolg van de Aleoetenstroom. Een deel van de zeestroom gaat richting het westen naar de Kamtsjatkastroom, een ander deel buigt naar het zuiden om en stroomt terug als de Subarctische stroom.
De Subarctische stroom is onderdeel van de Alaskagyre. 
Ten zuiden van de Subarctische stroom bevindt zich de Noordpacifische stroom die eveneens in oostelijke richting stroomt en invloed uitoefent.